# Seronet
 (octobre 2012).
Si vous disposez d'ouvrages ou d'articles de référence ou si vous connaissez des sites web de qualité traitant du thème abordé ici, merci de compléter l'article en donnant les références utiles à sa vérifiabilité et en les liant à la section « Notes et références ».
Seronet est une communauté virtuelle francophone de débats, de soutien et de rencontre, destiné aux personnes séropositives au VIH et aux personnes porteuses d'une hépatite virale mais aussi à leurs proches ou à tous ceux qui les soutiennent. Basé sur la technologie Web 2.0 et ouvert en 2008, Seronet est administré et animé par AIDES (en France) et la COCQ-Sida (Coalition des organismes communautaires québécois de lutte contre le sida).

## Description
"Tout le monde n’a pas la chance de pouvoir échanger facilement sur la séropositivité. Tout le monde n’a pas l’envie ou la possibilité de mettre les pieds dans une association. Internet peut dans ce cas permettre de sortir de l’isolement, de discuter, de parler de soi, de s’informer, et même de faire des rencontres. " (Seronet)
Seronet comporte une partie éditoriale assurée par des journalistes, un forum internet, des blogs, un espace petites annonces et un chat (messagerie instantanée). La participation au site est soumise à inscription préalable et à l'adhésion d'une charte inspirée par les régles générales des forums et les principes de l'association AIDES. Chaque membre inscrit dispose alors d'un espace personnel qui lui permet de gérer son blog, ses contacts, ses annonces et ses messages privés. Les personnes non inscrites peuvent lire l'ensemble des articles et billets mais ne peuvent pas accéder aux espaces personnels des membres ni publier de billets. Depuis juillet 2009, Seronet a ouvert ses tribulles, des communautés permettant de se réunir entre inscrits au site, par affinités. Il existe déjà plusieurs tribulles, comme celle « femmes entre elles », « VIH et emploi» ou encore « tirelire Seronet » la caisse de solidarité gérée en auto support par les séronautes. 
Le site est dans la continuité de l’approche de AIDES, à savoir une logique communautaire où les volontaires participent à la définition des projets. L’animation sur le site est assurée par les acteurs de AIDES (volontaires ou salariés)
La publicité est absente du site, malgré une tentative des administrateurs qui avait d'ailleurs suscité un vif débat parmi les membres inscrits.
Deux accès sont proposés : en mode visiteur, accès en lecture à l’actualité, aux forums et blogs ainsi qu’à une série de fiches pratiques sur le VIH, aux sondages et au magazine Remaides de l’association AIDES.
En mode inscrit, il est alors possible de contribuer aux échanges, de tenir un blog, de consulter les profils, de participer aux débats sur le chat ou encore de poster une petite annonce. Par ailleurs, les séronautes disposent d’un système de messagerie privée, l’un des espaces les plus fréquentés du site.